# Ignacew Folwarczny
Ignacew Folwarczny [pronunciación en polaco: /iɡˈnat͡sɛf fɔlˈvart͡ʂnɨ/] es un pueblo ubicado en el distrito administrativo de Gmina Parzęczew, dentro del Distrito de Zgierz, Voivodato de Łódź, en Polonia central. Se encuentra aproximadamente a 4 kilómetros al suroeste de Parzęczew, a 18 kilómetros al noroeste de Zgierz, y a 25 kilómetros al noroeste de la capital regional Łódź.